# Divizia 49 Rezervă germană (1916-1918)
Divizia 49 Rezervă a fost una din marile unități tactice ale Armatei Imperiale Germane, participantă la acțiunile militare de pe frontul român, în timpul Primului Război Mondial. În această perioadă, a fost comandată de generalul Eugen Ritter von Zoellner. :pp. 183-184
În campania anului 1916 pe teritoriul României a luat parte la Lupta de la Cașin. :passim